# Persone di cognome Fernández
| Questa pagina contiene informazioni ricavate automaticamente dalle voci biografiche con l'ausilio del template Bio e di un bot. L'aggiornamento è periodico e automatico e ricostruisce completamente la pagina. Se manca una persona in questa lista, sei pregato di non aggiungerla, ma accertati piuttosto che la sua voce biografica contenga il template Bio e che i dati anagrafici siano correttamente compilati. Se il template Bio manca, inseriscilo tu stesso o, in alternativa, metti l'avviso {{tmp\|Bio}} che ne segnala la mancanza. Se i dati riportati sono sbagliati, correggi direttamente la voce biografica; le modifiche saranno visibili in questa lista entro pochi giorni. Per chiarimenti vedi il progetto antroponimi. La lista contiene solo le 97 persone che sono citate nell'enciclopedia e per le quali è stato implementato correttamente il template Bio. Pagina aggiornata al 23 lug 2025. |

Questa è una lista di persone presenti nell'enciclopedia che hanno il cognome Fernández, suddivise per attività principale.

## Allenatrici di tennis(1)
- Mary Joe Fernández, allenatrice di tennis e ex tennista statunitense (Santo Domingo, n. 1971)

## Antropologi(1)
- Fernando Ortiz Fernández, antropologo, etnomusicologo e saggista cubano (L'Avana, n. 1881 - L'Avana, † 1969)

## Arcieri(1)
- Antonio Fernández, arciere spagnolo (Cáceres, n. 1991)

## Arcivescovi cattolici(1)
- Francisco José Prieto Fernández, arcivescovo cattolico spagnolo (Ourense, n. 1968)

## Astronomi(1)
- Yanga R. Fernández, astronomo statunitense (Mississauga, n. 1971)

## Attori(2)
- Jaime Fernández, attore messicano (Monterrey, n. 1927 - Città del Messico, † 2005)
- Miquel Fernández, attore e cantante spagnolo (Barcellona, n. 1980)

## Attrici(4)
- Amparo Fernández, attrice spagnola (Valencia, n. 1961)
- Angelines Fernández, attrice spagnola (Madrid, n. 1924 - Città del Messico, † 1994)
- Trisha Fernández, attrice, modella e conduttrice televisiva spagnola (Luanda, n. 1994)
- Virginie Ledoyen, attrice e modella francese (Parigi, n. 1976)

## Attrici teatrali(1)
- María del Rosario Fernández, attrice teatrale spagnola (Siviglia, n. 1755 - Madrid, † 1803)

## Avventurieri(1)
- Diego Fernández, avventuriero e storico spagnolo

## Avvocati(1)
- Jerónimo Fernández, avvocato e scrittore spagnolo

## Calciatori(48)
- Alex Fernández, ex calciatore colombiano (Medellín, n. 1970)
- Augusto Fernández, ex calciatore argentino (Pergamino, n. 1986)
- Ildemaro Fernández, ex calciatore venezuelano (Mérida, n. 1961)
- Pedro Alfonso Fernández, ex calciatore venezuelano (Caracas, n. 1977)
- Álvaro Fernández, ex calciatore uruguaiano (Montevideo, n. 1985)
- Enrique Santiago Fernández, calciatore argentino (Rosario, n. 1944 - † 2003)
- Gastón Fernández, ex calciatore argentino (Lanús, n. 1983)
- Juan Ramón Fernández, ex calciatore argentino (Gualeguaychú, n. 1980)
- Lorenzo Fernández, calciatore uruguaiano (Redondela, n. 1900 - Montevideo, † 1973)
- Rowen Fernández, ex calciatore sudafricano (Springs, n. 1978)
- Adrián Fernández, ex calciatore argentino (Partido di General San Martín, n. 1980)
- Adrián Marcos Fernández, calciatore argentino (Avellaneda, n. 2001)
- Tomás Fernández, calciatore argentino (Junín, n. 1998)
- Ángel Fernández, ex calciatore ecuadoriano (Machala, n. 1971)
- Ariel Fernández, calciatore uruguaiano
- Brian Fernández, calciatore argentino (Santa Fe, n. 1994)
- Damián Fernández, calciatore argentino (Merlo, n. 2001)
- Darío Fernández, ex calciatore argentino (Punta Alta, n. 1978)
- Enzo Fernández, calciatore argentino (San Martín, n. 2001)
- Federico Fernández, ex calciatore argentino (Tres Algarrobos, n. 1989)
- Gualberto Fernández, ex calciatore salvadoregno (n. 1941)
- Guillermo Matías Fernández, calciatore argentino (Granadero Baigorria, n. 1991)
- Gustavo Martín Fernández, calciatore argentino (Concordia, n. 1990)
- Ignacio Fernández, calciatore argentino (Castelli, n. 1990)
- Joel Fernández, calciatore boliviano (n. 1999)
- José Luis Fernández, calciatore argentino (Ciudadela, n. 1987)
- Julián Fernández, calciatore argentino (Buenos Aires, n. 1995)
- Julián Fernández, calciatore argentino (El Arañado, n. 1989)
- Julián Fernández, calciatore argentino (Buenos Aires, n. 2004)
- Leandro Fernández, ex calciatore argentino (Rosario, n. 1983)
- Leandro Miguel Fernández, calciatore argentino (Santa Fe, n. 1991)
- Manuel Fernández, calciatore e allenatore di calcio spagnolo (Lada, n. 1922 - L'Étrat, † 1971)
- Marcos Fernández, calciatore argentino (Matilde, n. 1993)
- Mario Fernández, calciatore argentino (n. 1922)
- Matías Fernández, ex calciatore cileno (Buenos Aires, n. 1986)
- Matías Alejandro Fernández, calciatore argentino (La Plata, n. 2001)
- Mauro Fernández, calciatore argentino (Puerto Madryn, n. 1989)
- Nereo Fernández, ex calciatore argentino (La Brava, n. 1979)
- Nicolás Fernández, calciatore argentino (Santa Fe, n. 1996)
- Néstor Adrián Fernández, calciatore paraguaiano (Asunción, n. 1992)
- Pedro Fernández, calciatore argentino (Villa Adelina, n. 1987)
- Ramón Ignacio Fernández, calciatore argentino (Formosa, n. 1984)
- René Fernández, calciatore boliviano (n. 1906 - † 1956)
- Reysander Fernández, calciatore cubano (Morón, n. 1984)
- Santiago Fernández, calciatore argentino (Rio Cuarto, n. 2005)
- Thiago Fernández, calciatore argentino (Buenos Aires, n. 2004)
- Tomás Fernández, calciatore cubano (n. 1915)
- Tomás Fernández, calciatore argentino (José C. Paz, n. 2004)

## Cantanti(1)
- Lourdes Cecilia Fernández, cantante e attrice argentina (Buenos Aires, n. 1981)

## Cantautori(1)
- Tito Fernández, cantautore cileno (Temuco, n. 1942 - Puerto Montt, † 2023)

## Cardinali(1)
- Víctor Manuel Fernández, cardinale, arcivescovo cattolico e teologo argentino (Alcira Gigena, n. 1962)

## Cestiste(3)
- Alejandra Fernández, ex cestista argentina (Carcarañá, n. 1976)
- Florencia Fernández, ex cestista argentina (Buenos Aires, n. 1986)
- Cecilia Fernández, ex cestista argentina (Puerto Madryn, n. 1986)

## Cestisti(5)
- Felipe Fernández, cestista argentino (San Miguel de Tucumán, n. 1933 - † 2012)
- Gabriel Fernández, ex cestista e allenatore di pallacanestro argentino (Lomas de Zamora, n. 1976)
- Juan Fernández, cestista argentino (Río Tercero, n. 1990)
- Ramón Fernández, ex cestista filippino (Maasin, n. 1953)
- Juan Francisco Fernández, cestista argentino (Santa Fe, n. 2002)

## Chitarristi(1)
- Eduardo Fernández, chitarrista uruguaiano (Montevideo, n. 1952)

## Conduttrici televisive(1)
- Pilar Rubio Fernández, conduttrice televisiva, giornalista e attrice spagnola (Torrejón de Ardoz, n. 1978)

## Dirigenti sportivi(1)
- Mariano Fernández, dirigente sportivo e ex calciatore argentino (Olavarría, n. 1978)

## Esploratori(1)
- Juan Fernández, esploratore e navigatore spagnolo (Cartagena, n. 1536 - Santiago del Cile, † 1604)

## Filosofi(1)
- Macedonio Fernández, filosofo e poeta argentino (Buenos Aires, n. 1874 - Buenos Aires, † 1952)

## Fumettisti(2)
- Armando Fernández, fumettista argentino (Buenos Aires, n. 1945 - Buenos Aires, † 2019)
- Fernando Fernández, fumettista spagnolo (Barcellona, n. 1940 - Barcellona, † 2010)

## Giocatori di baseball(1)
- Osvaldo Fernández, giocatore di baseball cubano (Holguín, n. 1968)

## Giornaliste(1)
- Giselle Fernández, giornalista e conduttrice televisiva statunitense (Città del Messico, n. 1961)

## Pallavoliste(1)
- Enimarie Fernández, pallavolista portoricana (n. 1988)

## Pittori(2)
- Alejo Fernández, pittore spagnolo (Cordova, n. 1475 - Siviglia, † 1545)
- Pedro Fernández de Murcia, pittore spagnolo (Murcia)

## Politici(3)
- Alberto Fernández, politico e avvocato argentino (Buenos Aires, n. 1959)
- Aníbal Fernández, politico e avvocato argentino (Quilmes, n. 1957)
- Joachim O. Fernández, politico statunitense (New Orleans, n. 1896 - New Orleans, † 1978)

## Registi(1)
- Emilio Fernández, regista, sceneggiatore e attore messicano (Mineral del Hondo, n. 1904 - Città del Messico, † 1986)

## Schermidori(2)
- Ernesto Fernández, ex schermidore messicano (León, n. 1949)
- Silvio Fernández, ex schermidore venezuelano (Caracas, n. 1946)

## Scrittori(1)
- Ramon Fernandez, scrittore, giornalista e critico letterario francese (XVII arrondissement di Parigi, n. 1894 - VI arrondissement di Parigi, † 1944)

## Scultori(1)
- Gregorio Fernández, scultore spagnolo (Sarria, n. 1576 - Valladolid, † 1636)

## Sovrani(1)
- Alfonso IX di León, sovrano (Zamora, n. 1171 - Sarria, † 1230)

## Tenniste(2)
- Anna-Maria Fernández, ex tennista statunitense (Torrance, n. 1960)
- Gigi Fernández, ex tennista statunitense (San Juan, n. 1964)

## Senza attività specificata(1)
- Nuño Fernández, conte